# Errhomus winquatt
Errhomus winquatt är en insektsart som beskrevs av Paul W. Oman 1987. Errhomus winquatt ingår i släktet Errhomus och familjen dvärgstritar. Inga underarter finns listade i Catalogue of Life.